# Nuevo Paysandú
Nuevo Paysandú est une ville de l'Uruguay située dans le département de Paysandú. Sa population est de 7 468 habitants.

## Population
| Année | Population |
| ----- | ---------- |
| 1963  | 2 314      |
| 1975  | 3 096      |
| 1985  | 4 073      |
| 1996  | 6 183      |
| 2004  | 7 468      |

Référence,.